# 밀란 바델
밀란 바델(크로아티아어: Milan Badelj, 1989년 2월 25일 자그레브 ~ )은 세리에 A에 참가 중인 제노아 CFC에서 중앙 미드필더로 뛰는 크로아티아의 축구선수이다.

## 수상 경력

### 클럽
디나모 자그레브
- 크로아티아 1부 리그: 2008–09, 2009–10, 2010–11, 2011–12
- 크로아티아 컵: 2008–09, 2010–11, 2011–12
- 크로아티아 슈퍼컵: 2010

로코모티바
- 크로아티아 3부 리그 서부 지역: 2007–08

### 국가대표팀
크로아티아
- FIFA 월드컵 준우승: 2018[1]

### 개인 수상
- 올해의 크로아티아 선수상: 2009